# Leptocyon
Leptocyon — рід хижих ссавців із родини псових. Етимологія: дав.-гр. λεπτός — «стрункий», κύων — «пес». Включає приблизно 11 видів перших Caninae. Вони були малими й важили ≈ 2 кг. Вперше вони з'явилися в Північній Америці приблизно 34 мільйони років тому в олігоцені, одночасно з Borophaginae. Однак череп і зуби Borophaginae були розроблені для потужного вбивчого укусу в порівнянні з Leptocyon, який був розроблений для вихоплення дрібної швидкої здобичі. Вид L. delicatus є найменшим відомим псовим.
Leptocyon були малими, схожими на лисицю тваринами з довгою вузькою щелепою і тонкими зубами. Вони, ймовірно, були всеїдними, харчуючись дрібними тваринами та фруктами в раціоні, який лишався відносно незмінним упродовж міоцену.